# Глива пізня
Глива пізня, панел пізній, глива вільхова (Panellus serotinus) — вид базидіомікотових деревних грибів родини Mycenaceae.

## Опис
Шапинка однобока, часто витягнута, язикоподібна, до 15 см довжини, до 8 см ширини, сіра, сіро-бура, пізніше брудно-вохристого кольору. Поверхня капелюшка суха, гладка, часто з борошнистим нальотом. М'якоть біла, пухка, без запаху. Пластинки спадні, спочатку білі, з віком брудно-сірувато-бурі. Споровий порошок чисто-білий або світло-фіолетовий.
Ніжка до 2,5 см довжини, 3-4 см товщини, щільна, більш-менш опушена. Іноді ніжка відсутня.

## Поширення
У європейській частині Росії, Україні, Кавказі, в Середній Азії. Росте на пнях і стовбурах в'яза, клена, осики, тополі, липи групами, часто зростаючись ніжками. Викликає білу гниль.

## Плодоношення
З кінця вересня до листопадових холодів.

## Харчові властивості
Молодий гриб їстівний, четвертої категорії. Вживається як глива звичайна (Pleurotus ostreatus). За іншими даними — гриб умовно їстівний. У їжу можна вживати після попереднього відварювання протягом 15 хвилин і більше. Відвар необхідно злити. Їсти гриб можна тільки в молодому віці, пізніше він стає дуже жорстким зі слизькою товстою шкіркою. Також гриб втрачає смакові якості після морозів, але при цьому залишається цілком їстівним.